# أبطال الديجيتال (الجزء الرابع)
أبطال الديجيتال الجزء الرابع (باليابانية: デジモンパートIV) هو الجزء الرابع من سلسلة أبطال الديجيتال المشهورة، بدأ بثه في 2002 على تلفزيون فوجي في اليابان. تدور القصة في عالم الرقمي، حيث المخلوقات الرقمية موجودة في ألعاب الفيديو، ودروع رقمية، ومسلسلات الكرتون. مجموعة من الأولاد، أسامة وعامر وميمي وجميل ورامي، التقوا بمخلوقات رقمية وتقاتلوا معها.

## القصة
في عام 2002 انتشرت رساله مريبه من هاتف خلوي مجهول في جميع انحاء اليابان بها عناوين القطارات والزمن المحدد لركوبها.

تجمع الكثير من الأطفال عند آخر محطه للقطار ولكن لم يصعد إلى القطار إلى خمسه ابطال فقط وهم اسامه - عامر - جميل - ميمي - رامي 

فتنطلق القطارات مسرعة ألى المكان المجهول..!

## الشخصيات

### الشخصيات الرئيسية
الاسم: أسامة، تاكويا كانابارا،Takuya Kanbara , 神原拓也

العمر: 10 سنوات ولد في شهر:August

الجنس: ذكر

العائلة: يوريكو كانابارا (ام), هيروكي كانابارا (أب), شينيا كانابارا (أخ في القصة الأصلية) ولكن جعلوه في الدبلجة العربية فتاه (منى)

الدرع: الحمراء
ظل الدرع: النسر النارى
معلومات عن الشخصية: هو الشخصية الريئسيه في القصة وهو قائد المجموعة ملئ بالنشاط والحيويه، قوي ويحاول استخدام قوته في الامور التي يظن بانها صائبه ولكنه دائما يتصرف دون تفكير مسبق وهو سريع الغضب.

الاسم: عامر، كوجي ميناموتو، Koji Minamoto , 源 輝二

العمر: 10 سنوات

الجنس: ذكر

العائلة: أب، ام، زوجه أبيه، سامر (أخوه التوأم الأكبر), جده

الدرع: الفضيه

معلومات عن الشخصية: هو أحد ابطال الديجيتال الخمسة، كان وحيدا في البداية ولكنه انضم إلى الآخرين لاحقا، هادئ ولا يجيد التعامل مع الأطفال، يميل الي التفكير قبل اتخاذ أي قرار

الاسم: جميل، شيباياما جونبي، Shibayama Junpei , 柴山 純平

العمر: 11 سنه

الجنس: ذكر

العائلة: غير معروف

الدرع: الزرقاء
ظل الدرع: دبابة الرعد
معلومات عن الشخصية: هو أحد ابطال الديجيتال الخمسة، هو الأكبر سنناً في المجموعة في بدايه القصة كان يغار من أسامة، وهو أيضا يكن مشاعرا اتجاه ميمي الفتاة الوحيدة في المجموعة، لديه مخاوف خفية من الوحدة، رغم محاصرته باستمرار من قبل الناس عندما كان في العالم الحقيقي لكنه احس بانه ليس صديقا مقربا لاحد

الاسم: ميمي، إيزومي اوريموتو، Orimoto Izumi , 織本 泉

العمر: 10 سنة ولدت في شهر:May

الجنس: انثى

العائلة: غير معروف

الدرع: الوردية

معلومات عن الشخصية: هي أحد ابطال الديجيتال الخمسة وهي الفتاة الوحيدة، كان لديها مشكله في تكوين الصداقات، جريئه ولا تخاف من قول أي شى يخطر في بالها، تكن مشاعر لكلا من أسامة وعامر لكنها تميل لأسامة أكثر

الاسم: رامي، توموكي هيمي، Himi Tomoki , 氷見　友樹

العمر: 8 سنوات

الجنس: ذكر

العائلة: ام، أب، يوتاكا هيمي (الأخ الأكبر)

الدرع: الخضراء

معلومات عن الشخصية: هو أحد ابطال الديجيتال الخمسة وهو الأصغر سنا، في بدايه القصة كان رامي خجولا، كثير البكاء وجباناً، ولكنه تعلم أن يكون قويا، شجاعا ومسامحا، في بعض الأحيان يتصف بالانانيه بشكل عفوي ولكنه طيب القلب.

### الأوغاد
طلفوس/فيروس يملك «درع الصخور» وكان يمثل عقبة كبيرة في البداية للأبطال وتمكن من أخذ بيانات درع «رامي» «الدرع الخضراء» ودرع «ميمي» الوردية ولكن «أسامة» تمكن منه في الغابة الرقمية «بظل درعه الحمراء» الذي يسمى «نسر النار» وتمكن من استعادة بيانات «رامي» و«درع الصخور» ولكن لم يتمكن من أخذ درع «ميمي» ولكن في نفق قلعة الغيمة تمكن «جميل» منه «بظل درعه الزرقاء» الذي يسمى «دبابة الرعد» وعادت بيانات الدرع الوردية ل«ميمي» وانتزع بياناته.,
المسمار/فيروس يملك بيانات «درع العظاءة الرقمية» لم يمثل عقبة كبيرة لهم ولكنه واجههم في مدينة الشطائر وسوق العالم الرقمي وهزم وتمكنو منه في المرة الأخيرة في القارة المظلمة وقضى عليه «مقاتل الظلام».
نقطة/فيروسة تملك بيانات «درع الأخطبوط المائي» كانت تكره «ميمي» كرهاً شديداً لأنها كانت تمثل النظيرة لها واجهتهم في المرة الأولى مع «الشلال» و«الطلفوس» و«المسمار» في قلعة الغيمة وفي المرة الثانية في الجزيرة الرقمية وحينها أستعادة بيانات «الأخطبوط» وكان حياة الأبطال بيدها ولولا تدخل «ميمي» كانت تمكنت من الأبطال حينها كانت أدوات الأبطال مسروقة بتخطيط من النقطة وكانت نهايتها على يد ميمي في الدمية الغريبة في القارة المظلمة.
شلال/من أخطر الأعداء الذين واجههم الأبطال وتمكن من بيانات السيدة غيمة «حارسة من حراس العالم الرقمي» في قلعة الغيمة ولكن تمكن منه «عامر» في الدمية الغريبة عندما ساعدته بيضة بيانات الغيمة التي كانت مع «صوصي» في دمج بيانات الدرع الحمراء وظلها.

الأعصار/كان حارس من حراس العالم الرقمي ولكن سيطرت عليه الدمية المجنحة وهو زعيم «الطلفوس» و«الشلال» و«النقطة» و«المسمار» وهو من اخطر الفيروسات الذي واجههم الأبطال وهو كان تابع لل«مجنحة» لكن تغلب علية «عامر» و«أسامة» بفضل دمج قوة الدروع الرقمية حدث ذلك له لأن السيدة «غيمة» والسيدة «رياح» كانتا يعارضانه في مخططاته السيئة.

مقاتل الظلام/ليس دمية رقمية ولا فيروس ولكن «الأعصار» تمكن من السيطرة عليه تردد في القضاء على عامر أكثر من مرة ولكن بعد الانتزاع الفيروسات منه اكتشف الأبطال أنه أخ «عامر» التوأم يدعى «سامر».

الدمية المجنحة/ أكثر الأشرار خطراً على العالم الرقمي وتمكن الحراس قديماً من حبسها في زنزانة في باطن العالم الرقمي ولكن تمكنت من الخروج يفضل تابعيها «مدمر» و«فتاك» وكانت ستتغلب على الأبطال لولا ان «سامر» ساعدهم في إمكانية صهر القوة فتمكن «أسامة» و«عامر» من صهر قوتهما لتكوين مقاتل يدعى «الزئير» وتمكنو من القضاء على بياناتها السليمة فقط وعندما انتزعو منها البيانات السليمة نتجت عنها بيضة بيانات فقست لتخرج دمية شريرة اقوى من «المجنحة» القديمة بمراحل تمكنت من الوصول إلى عالم البشر ولولا تدخل الأبطال في آخر لحظة لكان دمر العالم بأكمله وتمكن منها «عامر» لما أكتشف تقطة ضعفها وكانت في يدها وهو قلب الدمية.

مدمر وفتاك/ هم اخوة وكان «مدمر» نائب الدمية و«فتاك» المستشار الأول لها ساعدوها في إخراجها من الزنزانة وانتزعو جميع بيانات العالم الرقمي وقدموها لل«مجنحة».

### العائلات
عامر ام واب واخ أكبر منه (سامر)
اسامه ام واب واخت (مني)

## الإعلام

### الأغاني الرئيسية
النهاية: لا نقف هنا بل نمضي في طريق العطاء، نسيم الصباح أجاب النداء وفاق صداه القوي المدى وايقظ فينا الضمير النبيل لنبدأ درب العطاء الطويل، نسمو مثل غيوم السما، نتسلح بالخير ونحمي الحمى وينبض فينا عبير الحياة، نسيم الصباح نسيم الأمل، صمود الإرادة وقت العمل، نغامر كي نستعيد الهمم، نشيد البطولة فوق القمم، ليحيا الجميع بكل الهناء وتلمع فينا عيون الصفاء وينبض فينا عبير الحياة.
البداية: نادانا نسيم الصباح في مشوارنا للنجاح هيا للعمل، كي نصنع المستقبل، لا يسعنا الانتظار لا وقت للاختيار وكلنا أمل في رسم غد أفضل، معا معا في رحلة إلى عوالم من خيال مفيدة مثيرة تشيد عالمنا بما فيه من جمال، أحلامنا تبدأ من هنا تسبح نحو النهاية، هيا بنا إلى أبطال الديجيتال، هيا بنا نحو المنى هيا نروي الحكاية، حكاية الأبطال أبطال الديجيتال

## وصلات خارجية
- أبطال الديجيتال الجزء الرابع على موقع IMDb (الإنجليزية)
- أبطال الديجيتال الجزء الرابع على موقع فيلمافينيتي (الإسبانية)
- أبطال الديجيتال الجزء الرابع على موقع ليتربوكسد (الإنجليزية)
- أبطال الديجيتال الجزء الرابع على موقع كينوبويسك (الروسية)
- أبطال الديجيتال الجزء الرابع على موقع قاعدة بيانات الفيلم (الإنجليزية)
- أبطال الديجيتال الجزء الرابع على موقع ANN anime (الإنجليزية)

1. ↑  "Digimon Frontier: The Complete Fourth Season: Mari Adachi, Akiyoshi Hongo: Movies & TV". Amazon.com. مؤرشف من الأصل في 2019-12-08. اطلع عليه بتاريخ 2013-09-03.
2. ↑  English translation of Digimon Frontier CD Drama نسخة محفوظة 29 مارس 2017 على موقع واي باك مشين.